# Ден Шнайдер
Ден Шнайдер (англ. Dan Schneider, нар. 14 січня 1966) — продюсер, актор і автор молодіжних серіалів. Відомий як творець серіалів «Айкарлі», «Сем і Кет», «Дрейк і Джош», «Вікторія-переможниця», «Зої 101», «Небезпечний Генрі», «Ігророби» і продюсер серіалів «Всяка всячина», «Кенан і Кел», «Вищий Клас».
Під час руху MeToo у 2018 році, були оприлюднені деталі його ймовірних звинувачень у сексуальних домаганнях і гендерній дискримінації щодо співробітників Nickelodeon, багато з яких були неповнолітніми. У відповідь на звинувачення, канал Nickelodeon припинив співпрацю з Шнайдером. Після трирічної перерви, Ден Шнайдер обговорював написання та продажу нових пілотних серій з іншими компаніями. 
У 2024 році The Investigation Discovery випустив документальну серію «Тихо на знімальному майданчику: Темна сторона дитячого телебачення» про численні звинувачення проти Дена Шнайдера у створенні токсичного робочого середовища, які він частково заперечує.

## Карʼєра

### Акторська карʼєра - Фільмографія
| Рік  | Назва               | Оригінальна назва | Роль                                            |  |
| ---- | ------------------- | ----------------- | ----------------------------------------------- |  |
| 1984 | Making the Grade    | Making the Grade  | Blimp                                           |  |
| 1985 | «Вже краще померти» | Better Off Dead   | Ricky Smith                                     |  |
| 1985 | Hot Resort          | Hot Resort        | Chuck                                           |  |
| 1989 | «Щасливі разом»     | Happy Together    | Stan                                            |  |
| 1989 | Listen to Me        | Listen to Me      | Nathan Gore                                     |  |
| 1989 | The Big Picture     | The Big Picture   | Jonathan Tristan-Bennet                         |  |
| 1997 | Good Burger         | Good Burger       | Mr. Bailey. Також був сценаристом і продюсером. |  |

### Акторська карʼєра - Телебачення
| Рік       | Назва                             | Оригінальна назва                 | Роль                                                                     |
| --------- | --------------------------------- | --------------------------------- | ------------------------------------------------------------------------ |
| 1986–1991 | Head of the Class                 | Head of the Class                 | Dennis Blunden                                                           |
| 1993      | Home Free                         | Home Free                         | Walter Peters                                                            |
| 1994–1999 | All That                          | All That                          | Mr. Bailey                                                               |
| 1994      | Tonya and Nancy: The Inside Story | Tonya and Nancy: The Inside Story | Shawn Eckardt                                                            |
| 1996      | Kenan & Kel                       | Kenan & Kel                       | Angus                                                                    |
| 2000–2001 | The Amanda Show                   | The Amanda Show                   | Mr. Oldman                                                               |
| 2008      | Zoey 101                          | Zoey 101                          | Водій таксі у епізоді 12 сезону 4                                        |
| 2008      | The Mighty B!                     | The Mighty B!                     | Менеджер фабрики                                                         |
| 2012      | iCarly                            | iCarly                            | Зʼявляється у 9 епізодах у епізодичних ролях. Meekalito / Офіцер поліції |
| 2013–2014 | Sam & Cat                         | Sam & Cat                         | Голос Тенді (червоного робота)                                           |

### Сценарист
- 2002 — Великий товстий брехун.

### Творець і Продюсер
| Рік       | Назва                        | Творець    | Автор | Продюсер  | Компанія    | Коментар                                                                                    |
| --------- | ---------------------------- | ---------- | ----- | --------- | ----------- | ------------------------------------------------------------------------------------------- |
| 1994–2005 | All That                     | Ні         | Так   | Так       | Nickelodeon | Writer (Seasons 1–4, 6–10), producer (Seasons 1–2) Exec producer (Seasons 6–10), guest star |
| 1996–2000 | Kenan & Kel                  | Ні         | Так   | Так       | Nickelodeon | Writer (Seasons 1–2), exec producer (Seasons 1–2); consultant (Seasons 3–4), guest star     |
| 1998–1999 | Guys Like Us                 | Так        | Ні    | Executive | UPN         |                                                                                             |
| 1999–2002 | The Amanda Show              | Так        | Так   | Так       | Nickelodeon | Also director (Seasons 2–3), recurring guest star                                           |
| 2002–2006 | What I Like About You        | Co-creator | Так   | Executive | The WB      | Executive producer (Seasons 1–2); executive consultant (Seasons 3–4)                        |
| 2004–2007 | Drake & Josh                 | Так        | Так   | Executive | Nickelodeon |                                                                                             |
| 2005–2008 | Zoey 101                     | Так        | Так   | Executive | Nickelodeon | Guest star ("Chasing Zoey")                                                                 |
| 2007–2012 | iCarly                       | Так        | Так   | Executive | Nickelodeon | Guest star                                                                                  |
| 2010–2013 | Victorious                   | Так        | Так   | Executive | Nickelodeon | Actor (voice)                                                                               |
| 2013–2014 | Sam & Cat                    | Так        | Так   | Executive | Nickelodeon |                                                                                             |
| 2014–2020 | Henry Danger                 | Co-creator | Так   | Executive | Nickelodeon | Also director and guest star                                                                |
| 2015–2019 | Game Shakers                 | Так        | Так   | Executive | Nickelodeon |                                                                                             |
| 2018      | The Adventures of Kid Danger | Так        | Так   | Executive | Nickelodeon |                                                                                             |
| 2020–2024 | Danger Force                 | Co-creator | Ні    | Ні        | Nickelodeon | Co-creator (credit only)                                                                    |
| 2021–2023 | iCarly                       | Так        | Ні    | Ні        | Paramount+  | Creator (credit only)                                                                       |

## Звинувачення
Deadline Hollywood першими повідомили про розірвання співпраці між Nickelodeon і Деном Шнайдером в березні 2018 року через скарги на поведінку Шнайдера.
У червні 2021 року New York Times повідомила, що рішення Nickelodeon розірвати зв’язки зі Шнайдером було прийнято після того, як її материнська компанія ViacomCBS завершила внутрішнє розслідування, знайшовши докази того, що Шнайдер словесно ображав своїх колег. Деякі з його колег розповіли, що їм важко працювати з ним і він «схильний до істерик і гнівних електронних листів». Слідство не знайшло доказів сексуальних домагань.  Коли Шнайдера запитували про звинувачення, він захищав свою працю і сказав, що якщо люди вважають, що з ним важко працювати, це тому, що він дотримується «високих стандартів» як шоуранер.
У серпні 2022 року видання Insider повідомило про кілька нових звинувачень від колишніх акторів і співробітників, зокрема звинувачення в гендерній дискримінації та прохання про «масаж від дорослих колег».
 Людина, «близька до Шнайдера», повідомила, що Шнайдер «шкодує, що коли-небудь попросив когось [про масаж], і погоджується, що це було недоречно». Рассел Хікс, колишній керівник Nickelodeon, заперечував звинувачення в «сексуалізованих» сценах у шоу Шнайдера і стверджував, що «щодня на кожному знімальному майданчику батьки, опікуни та їхні друзі дивляться кожен кадр і слухають кожен жарт. .. Кожна річ, яку Ден коли-небудь робив на будь-якому зі своїх шоу, була ретельно перевірена та схвалена».
Документальний міні-серіал 2024 року «Тихо на знімальному майданчику: Темна сторона дитячого телебачення» розповідав про токсичну поведінку Шнайдера на робочому місці в Nickelodeon. Натомість Шнайдер вибачився за своє ставлення до колег, але спростував інші звинувачення щодо сексуалізації дітей у своїх минулих постановках. Шнайдер отримав підтримку від колишньої зірки Nickelodeon Медісін Шипман, яка поділилася, що вона «не може сказати нічого, крім позитивних речей» про Шнайдера на основі свого досвіду на знімальному майданчику.